# Olivier Dussopt
Olivier Dussopt (n. 16 august 1978, Annonay, Rhône-Alpes, Franța) este un om politic francez.
A fost membru al Partidului Socialist până în 2017. A fost ales deputat al celei de-a doua circumscripții din Ardèche la 17 iunie 2007 și a fost cel mai tânăr membru al Adunării Naționale în timpul celei de-a XIII-a legislaturi. A fost reales în iunie 2012 și a devenit membru al Comisiei pentru legi constituționale, legislație și administrația generală a Republicii.
Deși se poziționa în opoziție față de al doilea guvern Édouard Philippe, a fost numit secretar de stat în noiembrie 2017, în același guvern. În 2020, a fost numit ministru delegat responsabil cu Conturile publice, în guvernul condus de Jean Castex.
Împreună cu alți foști socialiști, a fondat în 2020 partidul Territoires de progrès, care avea ca scop reunirea aripii de stânga a majorității, și a preluat conducerea acestuia în 2021.
Între 20 mai 2022 și 11 ianuarie 2024 a fost ministru al Muncii, Ocupării și Inserției în guvernul condus de Élisabeth Borne. A fost reales deputat în circumscripția sa pe 19 iunie 2022, sub sigla partidului Ensemble.
În ianuarie 2023 a fost vizat de Parchetul Național Financiar pentru fapte de favorizare în atribuirea unor contracte publice, în timp ce, în aceeași perioadă, trebuia să gestioneze grevele mișcării sociale împotriva proiectului de reformă a pensiilor din Franța din 2023. A fost achitat în ianuarie 2024, dar a fost condamnat anul următor, după recursul Parchetului.
La 11 martie 2024 a fost numit secretar general executiv al partidului Renaissance.

## Biografie

### Origini și formare
Provenind dintr-o familie muncitoare din Annonay, Ardèche, unde locuiește, și-a făcut studiile la Institutul de Studii Politice din Grenoble, unde a obținut o diplomă de studii superioare specializate (DESS) în dezvoltare locală și management teritorial.

### Debutul în politică
După ce a ocupat mai multe funcții de consilier pe diverse misiuni, Olivier Dussopt a fost, din noiembrie 2002 până în septembrie 2006, colaborator parlamentar al lui Michel Teston, senator și președinte al consiliului general din Ardèche.
Membru al Partidului Socialist (PS) din anul 2000, a fost secretar al filialei din Annonay între mai 2001 și ianuarie 2008. Între 2001 și 2003, a fost coordonator federal al Mișcării Tinerilor Socialiști din Ardèche. În perioada 2003-2007, a ocupat funcția de prim-secretar federal delegat, fiind responsabil cu coordonarea, comunicarea, studiile și alegerile.
Apropiat de Noua Stângă, alături de Benoît Hamon, a fost membru al Consiliului Național al Partidului Socialist.

### Mandate electorale
Candidat la alegerile regionale din 2004, a devenit membru al Consiliului Regional Rhône-Alpes în iulie 2006, înlocuind-o pe Hélène Mira, care și-a dat demisia. A făcut parte din grupul socialist.
Pe 17 iunie 2007 a fost ales deputat al celei de-a doua circumscripții din Ardèche, devenind cel mai tânăr membru al Adunării Naționale.

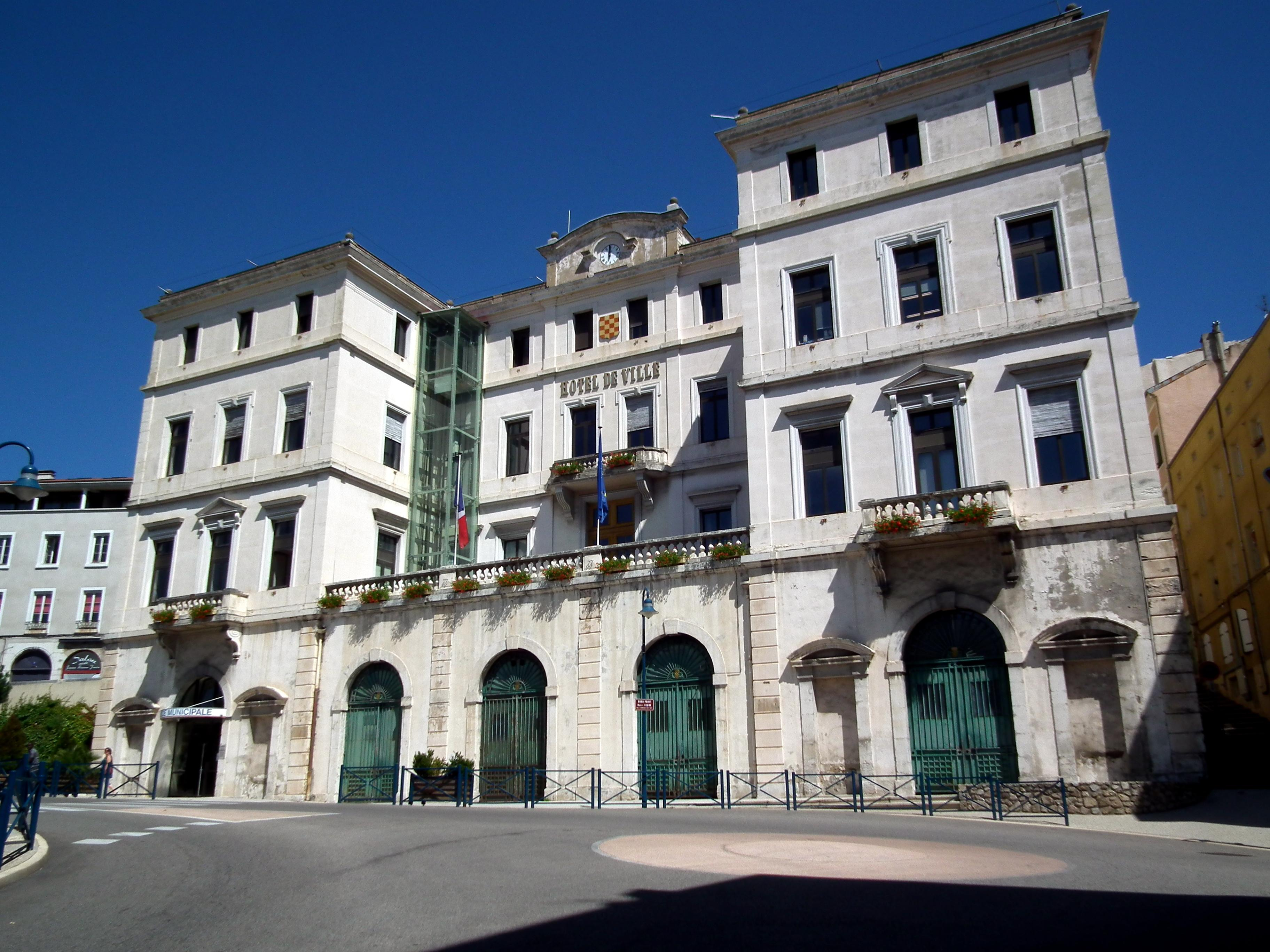
Primăria din Annonay.

La 10 decembrie 2007 și-a anunțat candidatura la alegerile municipale din martie 2008 în orașul Annonay. La 9 martie 2008, lista de uniune a stângii „Annonay avenir”, al cărei cap de listă era, a câștigat din primul tur cu 68,9% din voturi. La 15 martie, a fost ales primar de către noul consiliu municipal și a demisionat la scurt timp din Consiliul regional din cauza incompatibilității funcțiilor. În aprilie 2008, a devenit președinte al sindicatelor mixte Ardèche verte, funcție pe care a deținut-o până în 2014.
La acea vreme era considerat apropiat aripii de stânga a Partidului Socialist, avându-i drept mentori pe Henri Emmanuelli, Benoît Hamon și Martine Aubry. În noiembrie 2008, în urma congresului de la Reims, unde a fost semnatar al moțiunii C propuse de Benoît Hamon, alături de Jean-Luc Mélenchon și Marie-Noëlle Lienemann, a intrat în conducerea națională a PS, alături de Marylise Lebranchu, secretară națională pentru teritorii.
În aprilie 2010 a devenit vicepreședinte al Asociației Micilor Orașe din Franța (APVF), iar în iunie 2010, vicepreședinte al Federației Naționale a Aleșilor Socialiști și Republicani, alături de Marylise Lebranchu (2010–2012), apoi de Pierre Cohen ca prim-vicepreședinte, iar în aprilie 2016, a fost numit vicepreședinte responsabil cu organizarea și reforma teritorială, alături de François Rebsamen.
La 12 iulie 2011, a devenit purtătorul de cuvânt al lui Martine Aubry, candidată la alegerile prezidențiale din 2012. După alegerile primare, s-a alăturat consiliului aleșilor din echipa de campanie a lui François Hollande.
A fost reales deputat de Ardèche la 17 iunie 2012, obținând 53,35% din voturi. De asemenea, a fost desemnat vicepreședinte al grupului socialist din Adunarea Națională, unde s-a ocupat în special de chestiuni legate de colectivitățile teritoriale.
La 18 iulie 2012, a fost numit secretar național al Partidului Socialist, alături de prima secretară, Martine Aubry, responsabil cu președinția forumului teritorial, în locul lui Marylise Lebranchu, până la congresul de la Toulouse.
El era pe atunci foarte apropiat de Martine Aubry.
La 21 mai 2013 a fost desemnat raportor al Comisiei pentru Legi pentru proiectul de lege privind modernizarea acțiunii publice teritoriale și afirmarea metropolelor.
Candidat pentru un nou mandat la alegerile municipale din Annonay, a fost reales din primul tur pe 23 martie 2014, obținând 51,71% din voturi pentru lista sa „Annonay Avance”, în fața a trei liste (UMP, extrema dreaptă și Frontul de Stânga). În zilele de 12 și 13 iunie 2014, în cadrul conferinței APVF de la Annonay, a fost ales președinte al asociației, succedându-i lui Martin Malvy, președintele fondator.
În iunie 2014, a fost desemnat raportor al Comisiei pentru legi pentru proiectul de lege privind noua organizare a teritoriului Republicii și clarificarea competențelor autorităților locale. Legea a fost promulgată la 9 august 2015. Olivier Dussopt a fost numit membru al Comisiei naționale consultative pentru nomazi, unde a reprezentat Adunarea Națională (Jurnalul Oficial din 13 octombrie 2015). De asemenea, începând cu 2012, a făcut parte din Consiliul Național pentru Amenajarea și Dezvoltarea Teritoriului.
A fost aproape să intre în guvern de două ori în timpul președinției lui François Hollande, fiind susținut de fiecare dată de Manuel Valls, însă a fost înlăturat în ultimul moment. În 2016, l-a susținut pe Manuel Valls și a devenit unul dintre cei opt purtători de cuvânt ai campaniei acestuia pentru alegerile primare cetățenești din 2017. Nu l-a susținut pe Benoît Hamon la alegerile prezidențiale din 2017, opunându-se în special venitului universal, și a votat cu Emmanuel Macron încă din primul tur.
La 18 iunie 2017, candidând din partea Partidului Socialist, a fost reales deputat al celei de-a doua circumscripții din Ardèche, cu 56,30% din voturile exprimate, în fața candidatei La République en marche!.. A fost unul dintre puținii deputați socialiști realeși în fața unui candidat LREM. La Annonay, orașul al cărui primar era, a obținut un scor de 70,45%.
La 10 iulie 2017, în conformitate cu legea care interzice cumulul unui mandat parlamentar cu o funcție executivă locală, a demisionat din funcția de primar al orașului Annonay, iar Antoinette Scherer, prima sa adjunctă din 2009, i-a succedat. La 21 septembrie 2017, în cadrul celei de-a 20-a ediții a Adunărilor Generale ale Micilor Orașe din Franța, desfășurată la Hendaye, a fost reales în unanimitate președinte al APVF de către membrii adunării generale.
În iulie 2017, în cadrul dezbaterilor privind proiectul de lege organică pentru restabilirea încrederii în acțiunea publică, Olivier Dussopt a susținut un amendament, promovat de mult timp de Liga Internațională contra Rasismului și Antisemitismului (LICRA) și adoptat în cele din urmă, prin care codul penal a fost completat cu o pedeapsă de ineligibilitate pentru persoanele condamnate pentru rasism, antisemitism, negaționism, homofobie, incitare la terorism, apologia crimelor contra umanității sau orice formă de discriminare.
În octombrie 2017, el a fost cooptat într-o misiune de expertiză privind reforma finanțării colectivităților locale și a fiscalității locale, sub conducerea senatorului și fostului ministru Alain Richard, la solicitarea prim-ministrului. De asemenea, a fost membru al unui grup de lucru privind „statutul colaboratorilor” în cadrul reformei Adunării Naționale și a făcut parte din consiliul de administrație al asociației deputaților angajatori.

### Secretar de stat în guvernul lui Édouard Philippe
La 24 noiembrie 2017 a fost numit secretar de stat în cadrul Ministerului Acțiunii și Conturilor Publice, în al doilea guvern condus de Édouard Philippe. Deși decretul de numire nu specifica exact atribuțiile sale, presa l-a prezentat ca fiind, în fapt, responsabil cu Funcția Publică. Potrivit publicației Contexte, „uneori preia dosare de care Gérald Darmanin se ocupă mai puțin, cum ar fi deontologia funcționarilor publici sau proiectele din teritoriile de peste mări.” Imediat după intrarea în guvern, i-a fost încredințată reforma funcției publice. În aceeași zi cu numirea, Partidul Socialist a anunțat că nu mai este membru al său.
Deși votase împotriva bugetului prezentat de guvern, susținând un discurs foarte convingător, șase zile mai târziu îl apăra cu fermitate pe același buget în fața Senatului.
În lunile precedente, se abținuse la votul de încredere acordat guvernului, votase împotriva proiectului de lege privind finanțarea asigurărilor sociale, precum și împotriva legii muncii. De asemenea, în 2014 s-a remarcat prin criticile aduse ministrului Economiei de atunci, Emmanuel Macron, referitor la declarația considerată condescendentă față de muncitoarele de la Gad, numite „analfabete”. În timp ce guvernul conduce o reformă a sistemului de pensii, care prevede, printre altele, introducerea unei „vârste pivot” de pensionare la 64 de ani, Marianne amintește că el făcea parte din cei 120 de parlamentari socialiști care contestau conformitatea cu Constituția a măsurilor privind vârsta din reforma din 2010 și că îl chemase în discuție pe Éric Woerth, ministrul Muncii, criticând caracterul „dublu nedrept” al „intenției de a amâna vârsta de pensionare”.
Potrivit L'Opinion, este apreciat în mod deosebit de Édouard Philippe, cu care „a legat relații solide”. În decembrie 2019, a fost luat în considerare pentru a-i succede lui Jean-Paul Delevoye, care demisionase din funcția de înalt comisar pentru pensii, însă în final i s-a preferat lui Laurent Pietraszewski.
Prezentat de Paris Match drept un „simbol al socialismului municipal”, el lucrează la atragerea aleșilor de stânga către LREM în perspectiva alegerilor municipale din 2020. Împreună cu Jean-Yves Le Drian și Didier Guillaume, la solicitarea lui Emmanuel Macron, contribuie la structurarea aripii stângi a majorității, care întârzie să se concretizeze și stârnește temeri privind o posibilă divizare în cadrul LREM. Demersul se concretizează în februarie 2020 prin lansarea partidului Territoires de progrès, independent de LREM, care, potrivit textului său fondator, „aspiră să influențeze direcțiile guvernamentale și să echilibreze puterea aliaților săi de centru-dreapta”.

### Ministru delegat în guvernul lui Jean Castex
La 6 iulie 2020, Olivier Dussopt a fost numit ministru delegat responsabil cu Conturile publice în guvernul lui Jean Castex, în cadrul primului mandat al președintelui Emmanuel Macron.
La 9 octombrie 2021 a fost ales președinte al partidului Territoires de progrès, considerat „aripa stângă” a majorității prezidențiale. Această alegere a avut loc în cadrul unui congres al partidului la Bordeaux, care a reunit 200 de membri. În 2022, a acceptat cererea lui Emmanuel Macron de a integra partidul în noua formațiune prezidențială, Renaissance, ceea ce a generat nemulțumirea unor membri ai partidului, precum Gilles Savary.

### Ministru în guvernul lui Élisabeth Borne
La 20 mai 2022 a fost numit ministru al Muncii, al Plenului Ocupațional și al Inserției în guvernul condus de Élisabeth Borne, format după realegerea lui Emmanuel Macron.

#### Reforma pensiilor și grevele din 2023
A avut în special responsabilitatea implementării reculului la 65 de ani a vârstei legale de pensionare, una dintre cele mai importante măsuri din programul electoral al lui Emmanuel Macron. Proiectul de reformă a pensiilor prezentat de Élisabeth Borne pe 10 ianuarie 2023 prevedea reculul la 64 de ani.
În timp ce erau anunțate grevele mișcării sociale împotriva proiectului de reformă a pensiilor din Franța din 2023, în zilele următoare numeroase media au scos la lumină imagini de arhivă din 2010, în care se opunea cu vehemență, în calitate de deputat al Partidului Socialist, amânării vârstei legale de pensionare de la 60 la 62 de ani de către guvernul Fillon. El și-a justificat această schimbare de opinie prin „o maturitate politică” și printr-o situație economică diferită.
La 23 ianuarie 2023, guvernul a adoptat în cadrul Consiliului de Miniștri reforma pensiilor, arătându-și „determinarea” de a merge până la capăt fără a „renunța” la amânarea vârstei de pensionare.
La 16 martie 2023, în condițiile în care guvernul nu era sigur că va obține o majoritate în Adunarea Națională, Prim-ministrul și-a angajat răspunderea prin articolul 49 alineatul 3 din Constituție. Textul a fost considerat adoptat. Guvernul a evitat la limită o moțiune de cenzură, cu doar nouă voturi diferență. În aprilie, Consiliul Constituțional a validat reforma, însă a cenzurat câteva prevederi considerate drept «călăreți legislativi».

#### După guvern
Pe 11 ianuarie 2024, el a părăsit Ministerul Muncii, fiind înlocuit de Catherine Vautrin, care a devenit ministru al Muncii, Sănătății și Solidarității.
În februarie 2024, redevenit deputat de Ardèche, a fost numit membru al Comisiei pentru Apărare Națională și Forțe Armate din cadrul Adunării Naționale. De asemenea, a fost desemnat secretar general executiv al partidului Renaissance și s-a implicat în organizarea campaniei pentru alegerile europene.
În iunie 2024 nu a candidat pentru un nou mandat de deputat la alegerile legislative anticipate.

### Poziții adoptate
El s-a opus în 2010 reformei pensiilor propuse de Nicolas Sarkozy, care ridica vârsta minimă de pensionare de la 60 la 62 de ani: „Această măsură este profund nedreaptă. Pe de o parte, exclude din start căutarea altor surse de finanțare, în special prin impozitarea tuturor veniturilor, inclusiv a celor provenite din capital. [...] Pe de altă parte, [...] într-un context deja marcat de precaritate și o rată istorică a șomajului, veți adăuga o pedeapsă dublă pentru cei sub treizeci de ani, îndepărtând și mai mult momentul pensionării lor.”
În ianuarie 2011, în timpul dezbaterilor parlamentare privind revizuirea legii bioeticii, Olivier Dussopt a declarat: „Când aud că, din păcate, 96% dintre sarcinile în care se detectează sindromul Down se încheie printr-un avort, adevărata întrebare pe care mi-o pun este: de ce mai rămân 4%?”.
A fost imediat acuzat de eugenism, iar afirmația sa a generat o campanie publicitară în care era citat nominal. Alături de o fotografie cu o fetiță cu sindrom Down, apărea mesajul: „96% dintre noi sunt eliminați în urma depistării în masă a sindromului Down. (...) În Parlament, unii se miră că mai supraviețuim 4%”.
Olivier Dussopt a susținut că vorbele i-au fost scoase din context și interpretate greșit.
În 2012, el a susținut propunerea 31 a candidatului socialist François Hollande, care prevedea deschiderea căsătoriei între persoane de același sex în Franța.
În septembrie 2014, Olivier Dussopt l-a interpelat pe ministrul Emmanuel Macron în Adunarea Națională. Le Canard Enchaîné a relatat incidentul, a cărui veridicitate a fost confirmată chiar de Dussopt pentru Le Lab d'Europe1: „Mă numesc Olivier Dussopt, sunt deputat de Ardèche. Mama mea este muncitoare, nu are diplomă și a fost concediată de două ori. Ați insultat-o în această dimineață la Europe1.” El i-a reproșat lui Macron un comportament „de nesimțit” și o atitudine de „dispreț”, făcând referire la declarația acestuia potrivit căreia angajatele companiei Gad ar fi „în mare parte, analfabete”. Emmanuel Macron și-a exprimat regretul în timpul sesiunii de întrebări adresate guvernului: „Îmi pare rău pentru că am rănit angajate și nu am dorit asta. Nu voi putea cere iertare îndeajuns.”
În cadrul guvernului, este considerat un apropiat al lui Gérald Darmanin în ceea ce privește temele legate de imigrație.

## Condamnat pentru favoritism
Pe 20 mai 2020, site-ul de investigații Mediapart a dezvăluit că, în ianuarie 2017, Olivier Dussopt a primit în dar două litografii numerotate ale pictorului Gérard Garouste din partea unui director local al grupului Saur, la doar câteva zile după ce anunțase un parteneriat industrial cu acest grup pentru instalarea unei microturbine hidroenergetice.
Donația a avut loc în plină perioadă de negociere a unui contract. Acest contract, început în 2016, a fost semnat în iunie 2017. Cele două opere au fost evaluate la puțin peste 2.000 de euro. În plus, Olivier Dussopt nu le-a declarat, deși acest lucru este obligatoriu conform codului deontologic al Adunării Naționale, care prevede declararea „tuturor donațiilor sau avantajelor […] pe care le estimează ca având o valoare mai mare de 150 de euro și de care au beneficiat în legătură cu mandatul lor”.
După ce a susținut inițial că ar fi fost un cadou „din partea unui prieten” afirmație ulterior infirmată chiar de persoana în cauză, Olivier Dussopt recunoaște în cele din urmă că a fost vorba de un „cadou oferit de companie” și declară că „îl va returna”. El adaugă, de asemenea, că va sesiza consilierul deontologic al Adunării Naționale pentru ca acesta să „verifice conformitatea deciziei [sale] inițiale”. Neagă că darurile ar fi fost o formă de mulțumire pentru contractele atribuite companiei Saur, susținând că aceasta „a câștigat licitațiile” deoarece „a oferit cel mai bun preț”. A mai precizat că, după organizarea licitației, factura la apă pentru locuitorii săi a scăzut în comparație cu situația anterioară.
O anchetă a Parchetului Național Financiar (PNF), încredințată Oficiului Central pentru Combaterea Corupției și Infracțiunilor Financiare și Fiscale (OCLCIFF), a fost deschisă pentru „corupție” și „conflict de interese ilegal”. Pe 18 august 2020, cu ocazia percheziției domicilului ministrului și al companiei Saur, anchetatorii au descoperit schimburi de mesaje între Olivier Dussopt și Olivier Brousse, reprezentant al firmei Saur, care par să confirme existența unui înțelegeri privind un alt contract public, datat între 2009 și 2010.
În ianuarie 2023, Parchetul Național Financiar a reținut infracțiunea de „favoritism” în legătură cu Saur, faptă pedepsită cu până la doi ani de închisoare și amendă de 200.000 de euro. La 27 noiembrie, ministrul a comparut în fața Tribunalului Corecțional din Paris. Acesta riscă până la doi ani de închisoare și o amendă de 30.000 de euro. Parchetul a denunțat grave „abateri” de la „datoria de a da exemplu” a aleșilor, în speranța unui „câștig politic”, fapte care au contribuit la „deteriorarea încrederii în instituții”, solicitând o pedeapsă de 10 luni cu suspendare și o amendă de 15.000 de euro.
La 17 ianuarie 2024, în fața celei de-a 32-a camere a Tribunalului Corecțional din Paris, Olivier Dussopt a fost achitat. Tribunalul a considerat, în special, că întâlnirea dintre Olivier Dussopt și directorul general al Saur, Olivier Brousse, înaintea atribuirii contractului, a fost „inevitabilă”, deoarece era vorba despre negocierea încetării delegării serviciului public de care Saur beneficia anterior. Totodată, Olivier Dussopt „nu a transmis informații privilegiate” interlocutorului său. Tribunalul a exclus și posibilitatea ca criteriile contractului public lansat de orașul Annonay în octombrie 2009, câștigat de Saur, să fi fost stabilite de Olivier Dussopt sub influența schimburilor avute cu Olivier Brousse. Acesta din urmă, judecat pentru „complicitate la favoritism”, a fost de asemenea achitat, la fel și Saur, care era urmărită pentru „primirea de foloase necuvenite”.
Parchetul Național Financiar a făcut apel împotriva acestei achitări săptămâna următoare. La 7 februarie 2025, Olivier Dussopt a fost găsit vinovat de favoritism în apel și condamnat la o amendă de 15.000 de euro, dintre care 10.000 cu suspendare.

## Confidențialitate
În martie 2023, în timpul dezbaterii parlamentare privind reforma pensiilor, Olivier Dussopt a declarat într-un interviu acordat revistei Têtu că este homosexual și că a fost victima multor remarci homofobe.

## Premii
- Premiul Tolerantia 2011[78]